# Nevrodium
Nevrodium es un género de helechos perteneciente a la familia  Polypodiaceae. Están descritas 2 especies que no han sido aceptadas hasta la fecha.

## Taxonomía
Nevrodium fue descrito por Antoine Laurent Apollinaire Fée y publicado en Mémoire de la Société du Muséum d'Histoire Naturelle de Strasbourg 4: 201. 1850.

## Especies
- Nevrodium lanceolatum Fée
- Nevrodium sinense Christ